# اساسینز کرید: تبارها
اساسینز کرید: تبارها (به انگلیسی: Assassin's Creed: Bloodlines) یک بازی ویدئویی منتشر شده به سبک اکشن-ماجراجویی از مجموعه اساسینز کرید است که داستانش بین نسخه‌های اساسینز کرید و اساسینز کرید ۲ رخ داده و توسط استودیوی یوبی‌سافت مونترآل ساخته و به وسیله یوبی‌سافت برای کنسول بازی دستی پلی‌استیشن همراه منتشر شد. این بازی در ۱۷ نوامبر ۲۰۰۹ در آمریکای شمالی و ۲۰ نوامبر ۲۰۰۹ در اروپا عرضه شد.